# Grafschaft Châteaudun
Die Grafschaft Châteaudun war eine französische mittelalterliche Grafschaft mit der Hauptstadt Châteaudun nördlich von Blois.
Graf Theobald I. von Blois († 975) brachte Châteaudun in seinen Besitz und richtete dort im Jahr 967 die Vizegrafschaft Châteaudun ein, durch die das Land in seinem Namen und dem Namen seinem Nachkommen verwaltet wurde.
Die Grafschaft Châteaudun wurde in der Folgezeit wie die Grafschaft Blois vererbt. Margarete, Gräfin von Blois, † 1230, titulierte noch als Gräfin von Châteaudun. Ihr Enkel Johann I., Graf von Blois, nannte sich nicht mehr Graf von Châteaudun, sondern Graf von Dunois.